# Кизиловые
Кизиловые (лат. Cornaceae) — семейство двудольных растений порядка Кизилоцветные. По современной классификации APG IV на декабрь 2023 года включает 3 рода и 119 ботанических видов.

## Биологическое описание

Cornus sanguineus

Деревья или кустарники, редко полукустарники с деревянистыми скрытыми в земле или во мху ползучими стеблями. Листья супротивные или очередные, простые, цельнокрайные или зубчатые, почти всегда без прилистников. 
Цветки собраны мелкие в цимозные, обычно сложные соцветия, метёлковидных или щитковидных, реже в зонтиковидных или головковидных.
Цветки обоеполые или однополые, двудомные, правильные. Чашечки в виде 4(5) небольших зубцов, реже коротко трубчатая, с цельным или 4(5)-лопастным зевом. Ап. в числе зубцов чашечки, в бутоне створчатые или вправо закрученные. Тычинки в числе лепестков, с шиловидными нитями и эллиптическими пыльниками, б. ч. прикреплёнными на спинной стороне. Диск надпестичный, Тычиночных цветках B центральный. Зв. нижняя, 1-4-гнездная, с простым реже двураздельным столбиком. Смпч. в каждом гнезде одна, висячая, анатропная, загнутая вниз, с одним покровом, с спинным или брюшным швом.
Плод б. ч. костянкообразный, реже ягодообразный, экзокарп обычно мясистый и сочный, эндокарп б. ч. каменистый, реже хрящеватый, косточка в плоде обычно одна, 1–4-гнездная, редко их две или четыре. Семя с перепончатой кожурой и крупным эндоспермом, зародыш маленький, верхушечный или продольный, б. ч. с листовидными семядолями. 
Формула цветка: {\displaystyle \ast K_{4}\;C_{4}\;A_{4}\;G_{({\overline {4}})}}

## Ареал
Большинство родов и их представителей распространены в теплоумеренных областях Восточной Азии, немногие заходят в северную часть Евразии и Центральную Америку. Имеются также немногие представители в Индо- в Северо-Малайской области, в Южной Африке, на Мадагаскаре, в Южной Америке, в Новой Зеландии и на Фиджи.

## Систематика
По ранним классификациям в составе семейства выделяли два подсемейства, 16 родов и около 115 видов.
| Подсемейства | Cornoideae                                           | Nyssoideae |
| Роды         | - Cornus L. typus — Кизил - Alangium Lam. — Алангиум | - Camptotheca Decne. — Камптотека - Davidia Baill. — Давидия - Diplopanax Hand.-Mazz. - Mastixia Blume - Nyssa Gronov. ex L. |

По современной классификации APG IV на декабрь 2023 года семейство включает 3 рода и 119 ботанических видов
- Alangium Lam. — Алангиум - 58 видов
- Cornus L. — Кизил - 59 видов
- Toricellia DC. — Торичеллия - 2 вида (ранее род выделялся в отдельное семейство Торричеллиевые)